# Kingsley Amis
Kingsley William Amis (Londres, Inglaterra; 16 de abril de 1922 - ibídem, 22 de octubre de 1995) fue un escritor, crítico literario y profesor británico. Escribió más de veinte novelas, tres recopilaciones de poesía, historias cortas, guiones para radio y televisión y libros de crítica social y literarias.
Es más conocido por comedias satíricas como Lucky Jim (1954), Un inglés gordo (1963), Ending Up (1974), Jake's Thing (1978) y The Old Devils (1986). Su biógrafo, Zachary Leader, llamó a Amis "el mejor novelista cómico inglés de la segunda mitad del siglo XX". Es el padre del novelista Martin Amis. En 2008, The Times lo situó en el noveno puesto de una lista de los 50 mejores escritores británicos desde 1945.

## Biografía
Kingsley Amis nació en Londres, y fue educado en la City of London School y en la Universidad St. John's College, en Oxford, donde conoció a Philip Larkin, con quien cultivó la amistad más importante de su vida. Luego de servir en el Real Cuerpo de Transmisiones en la Segunda Guerra Mundial, completó sus estudios universitarios en 1947 y fue catedrático de inglés en la Universidad de Swansea en Gales (1948–61), y en la Universidad de Cambridge (1961–63).
Los abuelos Amis eran ricos. El padre de William Amis, el comerciante de vidrio Joseph James Amis, era dueño de una mansión llamada Barchester en Purley, entonces parte de Surrey. Amis consideraba a J. J. Amis -al que siempre llamaba Pater o Dadda- un hombrecillo bromista, excitable y tonto, que le desagradaba y repelía. Su mujer, Julia, era una criatura grande, espantosa y de cara peluda... a la que [Amis] detestaba y temía. Los padres de su madre (su padre, un entusiasta coleccionista de libros empleado en una tienda de artículos para caballeros, era el único abuelo que [Amis] quería vivían en Camberwell. Amis esperaba heredar gran parte de la biblioteca de su abuelo, pero su abuela sólo le permitió llevarse cinco volúmenes, con la condición de que escribiera "de la colección de su abuelo" en la hoja suelta de cada uno.
Amis alcanzó la popularidad con su primera novela La suerte de Jim (Lucky Jim), que fue considerada por muchos como una novela ejemplar de la Inglaterra de los cincuenta. La novela ganó el Premio Somerset Maugham y Amis fue catalogado como uno de los escritores llamados Angry Young Men. La suerte de Jim es una obra fundamental, la primera novela que presentaba a un hombre común como un antihéroe. Como poeta, Amis fue asociado con el grupo literario conocido como The Movement.
Amis se crio en Norbury - en su estimación posterior "no es realmente un lugar, es una expresión en un mapa [-] realmente debería decir que vine de la estación de Norbury." En 1940, los Amis se trasladaron a Berkhamsted, Hertfordshire. Se educó en la City of London School (como lo había sido su padre) con una beca, después de su primer año, y en abril de 1941 fue admitido en el St John's College, Oxford, también con una beca, donde leyó inglés. Allí conoció a Philip Larkin, con quien entabló la amistad más importante de su vida. Durante su estancia en Oxford, en junio de 1941, Amis se afilió al Partido Comunista de Gran Bretaña, aunque rompió con el comunismo en 1956, a la vista de la denuncia del líder de la Soviética, Nikita Jruschov, en su discurso Acerca del culto a la personalidad y sus consecuencias. En julio de 1942, fue llamado al servicio nacional y sirvió en el Royal Corps of Signals. Regresó a Oxford en octubre de 1945 para terminar su carrera. Aunque se esforzó mucho y obtuvo un sobresaliente en inglés en 1947, para entonces había decidido dedicar gran parte de su tiempo a la escritura.
En sus años jóvenes Kingsley Amis fue estalinista de palabra. Se desilusionó del comunismo, finalmente rompió su relación con él cuando la Unión Soviética invadió Hungría en 1956. De allí en adelante, Amis fue un estridente anticomunista, incluso reaccionario. Expone su cambio de pensamiento político en el ensayo Why Lucky Jim Turned Right (1967) y deja entrever sus efectos en obras posteriores como la novela Russian Hide and Seek (1980).
La novela de Amis acerca de un grupo de amigos retirados, The Old Devils ganó el galardón Booker Prize en 1986. Y recibió la condición de caballero en 1990.
Amis se casó dos veces, la primera en 1948 con Hilary Bardwell y luego con la novelista Elizabeth Jane Howard, en 1965; se divorciaron en 1983. Tuvo tres hijos, incluyendo al novelista Martin Amis, quien escribió en forma sobrecogedora acerca de la vida de su padre y de su decadencia debida al alcohol, en su libro Experience. Como su hijo, el viejo Amis fue ateo. Murió en un accidente doméstico ocasionado por una hemorragia cerebral.
The Times le considera uno de los diez mejores escritores ingleses posteriores a 1945.

## Ciencia ficción
El crítico interés de Amis en la ciencia ficción lo llevó a escribir Nuevos Mapas del Infierno (New Maps of Hell) en 1960, su interpretación de las características y cualidades del género literario. Fue particularmente entusiasta acerca de las obras distópicas de Frederik Pohl y Cyril M. Kornbluth, y en New Maps of Hell acuñó el término «infierno cómico», describiendo un tipo de distopía humorística particularmente ejemplificada en las obras de Robert Sheckley. Con el sovietólogo Robert Conquest, Amis produjo la serie antológica de ciencia ficción llamada Spectrum I–IV, la cual dirigió fuertemente influenciado por la revista de la década de 1950 llamada Astounding Science Fiction. Escribió dos novelas de ciencia ficción, La Alteración (The Alteration), una historia alternativa ubicada en la Inglaterra del siglo XX, donde la Reforma nunca ocurrió y la novela de horror sobrenatural, El Hombre Verde (The Green Man), la cual fue adaptada para la televisión por la BBC.
En diciembre de 1962, tuvo lugar una conversación grabada en cinta sobre ciencia ficción entre Amis, C. S. Lewis y Brian Aldiss en las habitaciones de Lewis en Cambridge. Una transcripción apareció bajo el título de los Estados Irreales (Unreal Estates) en la colección Sobre Historias (On Stories) de C. S. Lewis.

## James Bond
Kingsley Amis se vio involucrado en los años 60 con la creación de Ian Fleming, James Bond, escribiendo obras críticas relativas al espía de ficción, bajo un pseudónimo o en forma anónima. Escribió el popular Dossier de James Bond bajo su propio nombre. Más tarde, escribió El Libro de Bond o Cada Hombre es su Propio 007, un manual acerca de cómo ser un sofisticado espía, bajo el pseudónimo de Lt Col. William «Bill» Tanner, siendo Tanner el Jefe de Personal en muchas de las novelas Bond de Fleming.
Es ampliamente sabido que, luego del deceso de Fleming en 1964, a fin de completar un borrador de El Hombre con la Pistola de Oro, el editor contrató a Amis y posiblemente a otros escritores para la finalización del manuscrito. Los historiadores de Bond y los biógrafos de Fleming han desacreditado dicha teoría en años recientes, indicando que nunca se empleó a un escritor secundario, aunque Amis es conocido por haber dado sugerencias para mejorar el manuscrito cuando fue rechazado.
En 1968 los dueños de la propiedad intelectual de James Bond, Glidrose Publications, intentaron continuar la serie mediante la contratación de diversos novelistas, todos escribiendo bajo el pseudónimo de Robert Markham. Kingsley Amis fue el primero en escribir una novela de Robert Markham, Colonel Sun, pero no se publicaron más libros bajo ese nombre. Se cree que Amis había planeado escribir una segunda novela Bond, pero se le dijo que no lo hiciera. Colonel Sun fue adaptada al formato de tira cómica en el Daily Express en 1969. En una reedición de Titan Books  de la tira cómica publicada en el año 2005, un capítulo introductorio señalaba que Amis planeaba escribir una historia corta, caracterizando a un Bond más viejo, acogiéndose a retiro y llevando a cabo una última misión, pero en Glidrose le negaron el permiso para hacerlo.

## Vida personal

### Opiniones políticas
De joven en Oxford, Amis se afilió al Partido Comunista de Gran Bretaña y lo abandonó en 1956. Más tarde describió esta etapa de su vida política como "la fase marxista insensible que parecía casi obligatoria en Oxford". Amis permaneció nominalmente en la izquierda durante algún tiempo después de la guerra, declarando en la década de 1950 que siempre votaría al Partido del Trabajo.
Con el tiempo, Amis se desplazó más a la derecha, una evolución de la que habló en el ensayo Por qué Lucky Jim giró a la derecha (1967); su conservadurismo y anticomunismo pueden verse en obras como la novela distópica Russian Hide and Seek (1980). En 1967, Amis, Robert Conquest, John Braine y varios otros autores firmaron una carta para The Times titulada "Backing for U.S. Policies in Vietnam", apoyando al gobierno estadounidense en la Guerra de Vietnam. Habló en el Instituto Adam Smith, argumentando en contra de la subvención gubernamental a las artes.

### Carácter
Según su propia confesión y la de sus biógrafos, Amis fue un adultero en serie durante gran parte de su vida. Este fue uno de los principales factores que contribuyeron a la ruptura de su primer matrimonio. Una famosa fotografía de un Amis dormido en una playa de Yugoslavia muestra el lema (escrito con lápiz de labios por su esposa Hilary) en su espalda 1 Fat Englishman - I fuck anything (1 inglés gordo: me follo cualquier cosa).
En una de sus memorias, Amis escribió: De vez en cuando soy consciente de tener la reputación de ser uno de los grandes bebedores, si no uno de los grandes borrachos, de nuestro tiempo. Sugiere que esto refleja una tendencia ingenua de los lectores a aplicarse a sí mismo el comportamiento de sus personajes. De hecho, le gustaba la bebida y pasaba mucho tiempo en los pubs. Hilary Rubinstein, que aceptó Lucky Jim para Victor Gollancz, comentó: Dudaba que Jim Dixon hubiera ido al pub a beber diez pintas de cerveza.... No conocía muy bien a Kingsley, ya ves. Clive James comentó: Él solo, tenía la cuenta semanal de bebidas de toda una mesa en el Garrick Club incluso antes de ser elegido. Después de serlo, se ponía tan apretado allí que apenas podía llegar al taxi Amis era, sin embargo, inflexible en su creencia de que la inspiración no venía de una botella: "Cualquiera que sea el papel que desempeñe la bebida en la vida del escritor, no debe desempeñar ninguno en su obra". Esto coincide con un enfoque disciplinado de la escritura. Durante "muchos años" Amis se impuso un riguroso horario diario, separando la escritura y la bebida. Las mañanas se dedicaban a escribir, con una producción mínima diaria de 500 palabras. La bebida comenzaba hacia la hora del almuerzo, cuando se había logrado esto. Esta autodisciplina era esencial para la prodigiosa producción de Amis.
Sin embargo, según James, Amis llegó a un punto de inflexión cuando su forma de beber dejó de ser social y se convirtió en una forma de embotar su remordimiento y arrepentimiento por su comportamiento hacia Hilly. "Amis se había vuelto contra sí mismo deliberadamente.... Parece justo adivinar que el atribulado grandee llegó a desaprobar su propia conducta". Su amigo Christopher Hitchens dijo: "La bebida acabó por afectarle, y le robó su ingenio y su encanto, además de su salud".

### Antisemitismo
Amis tenía una relación poco clara con el antisemitismo, que a veces expresaba pero también le disgustaba y se oponía a él. Ocasionalmente especulaba sobre los estereotipos judíos comúnmente avanzados. El antisemitismo estaba a veces presente en sus conversaciones y cartas a amigos y asociados, como "El gran vicio judío es la labia, la soltura... también posiblemente sólo la mierda, como en Marx, Freud, Marcuse", o Chaplin [que no era judío] es un culo de caballo. Es un Jeeeew ya ves, como los Hermanos Marx, como Danny Kaye. Es un tema menor en su novela Stanley y las mujeres sobre un esquizofrénico paranoico. En cuanto a la complexión cultural de Estados Unidos, Amis dijo lo siguiente: Por fin he descubierto por qué no me gustan los americanos... . Porque todo el mundo allí es un judío o un paleto. El propio Amis describió su antisemitismo como muy suave.

## Obra
| - 1947: Bright November, primera colección de poemas. - 1953: A Frame of Mind - 1954: Poems: Fantasy Portraits. - 1954: Lucky Jim ("La suerte de Jim", su primera novela) - 1955: That Uncertain Feeling - 1956: A Case of Samples: Poems 1946-1956. - 1958: I Like it Here - 1960: Take a Girl Like You - 1960: New Maps of Hell - 1960: Hemingway in Space (short story), Punch Dec 1960 - 1962: My Enemy's Enemy - 1962: The Evans County - 1963: One Fat Englishman - 1965: The Egyptologists (con Robert Conquest). - 1965: The James Bond Dossier - 1965: The Book of Bond, or Every Man His Own 007, bajo el seudónimo de Lt.-Col William «Bill» Tanner - 1966: The Anti-Death League - 1968: Colonel Sun, una novela de James Bond, bajo el seudónimo de Robert Markham - 1968: I Want It Now - 1969: The Green Man - 1970: What Became of Jane Austen and Other Questions | - 1971: Girl, 20 - 1972: On Drink - 1973: The Riverside Villas Murders - 1974: Ending Up - 1974: Rudyard Kipling and his World - 1976: The Alteration - 1978: Jake's Thing - 1979: Collected Poems 1944-78 - 1980: Russian Hide-and-Seek - 1980: Collected Short Stories - 1983: Every Day Drinking - 1984: How's Your Glass? - 1984: Stanley and the Women - 1986: The Old Devils - 1988: Difficulties With Girls - 1990: The Folks That Live on the Hill - 1990: The Amis Collection - 1991: Memoirs - 1991: Mr Barrett's Secret and Other Stories - 1992: The Russian Girl - 1994: The semi-autobiographical You Can't Do Both - 1995: The Biographer's Moustache - 1998: The King's English: A Guide to Modern Usage |

## Traducciones al español
- Amis, Kingsley (1962). Una extraña sensación. Emecé.
- Amis, Kingsley (1966). El universo de la ciencia ficción. Editorial Lumen.
- Amis, Kingsley (1966). Una chica como tú. Editorial Lumen.
- Amis, Kingsley (1967). La liga anti-muerte. Editorial Lumen. ISBN 978-84-264-1022-1.
- Amis, Kingsley (1970). Me gustaría estar aquí. Editorial Lumen. ISBN 978-84-264-4037-2.
- Amis, Kingsley (1971). El hombre verde. Aymá. ISBN 978-84-209-2314-7.
- Amis, Kingsley (1973). Todos queremos ser jóvenes. Grijalbo. ISBN 978-84-253-0282-4.
- Amis, Kingsley (1983). Un inglés gordo. Editorial Argos Vergara. ISBN 978-84-7178-520-6.
- Amis, Kingsley (1990). Dificultades con las chicas. Editorial Debate. ISBN 978-84-7444-429-2.
- Amis, Kingsley (1990). Los viejos demonios. Círculo de Lectores. ISBN 978-84-226-3185-9.
- Amis, Kingsley (1991). La gente del barrio. Editorial Debate. ISBN 978-84-7444-491-9.
- Amis, Kingsley (1997). El bigote del biógrafo[24]. Editorial Thassàlia. ISBN 978-84-8237-060-6.
- Amis, Kingsley (2007). La suerte de Jim. Ediciones Destino. ISBN 978-84-233-3947-1.
- Amis, Kingsley (2014). Sobrebeber. Malpaso Ediciones. ISBN 978-84-15996-07-1.
- Amis, Kingsley (2015). Cuentos completos. Editorial Impedimenta. ISBN 978-84-15979-58-6. ISBN 978-84-15979-58-6.
- Amis, Kingsley (2017). Stanley y las mujeres. Impedimenta. ISBN 978-84-17115-14-2.
- Amis, Kingsley (2018). Lucky Jim. Impedimenta. ISBN 978-84-17115-41-8.
- Amis, Kingsley (2018). Poemas antirrománticos. Visor Libros. ISBN 978-84-9895-339-8